# Jason Demers
Jason Demers (* 9. Juni 1988 in Dorval, Québec) ist ein ehemaliger kanadischer Eishockeyspieler, der im Verlauf seiner aktiven Karriere zwischen 2004 und 2023 unter anderem 761 Spiele für die San Jose Sharks, Dallas Stars, Florida Panthers, Arizona Coyotes und Edmonton Oilers in der National Hockey League (NHL) auf der Position des Verteidigers bestritten hat.

## Karriere

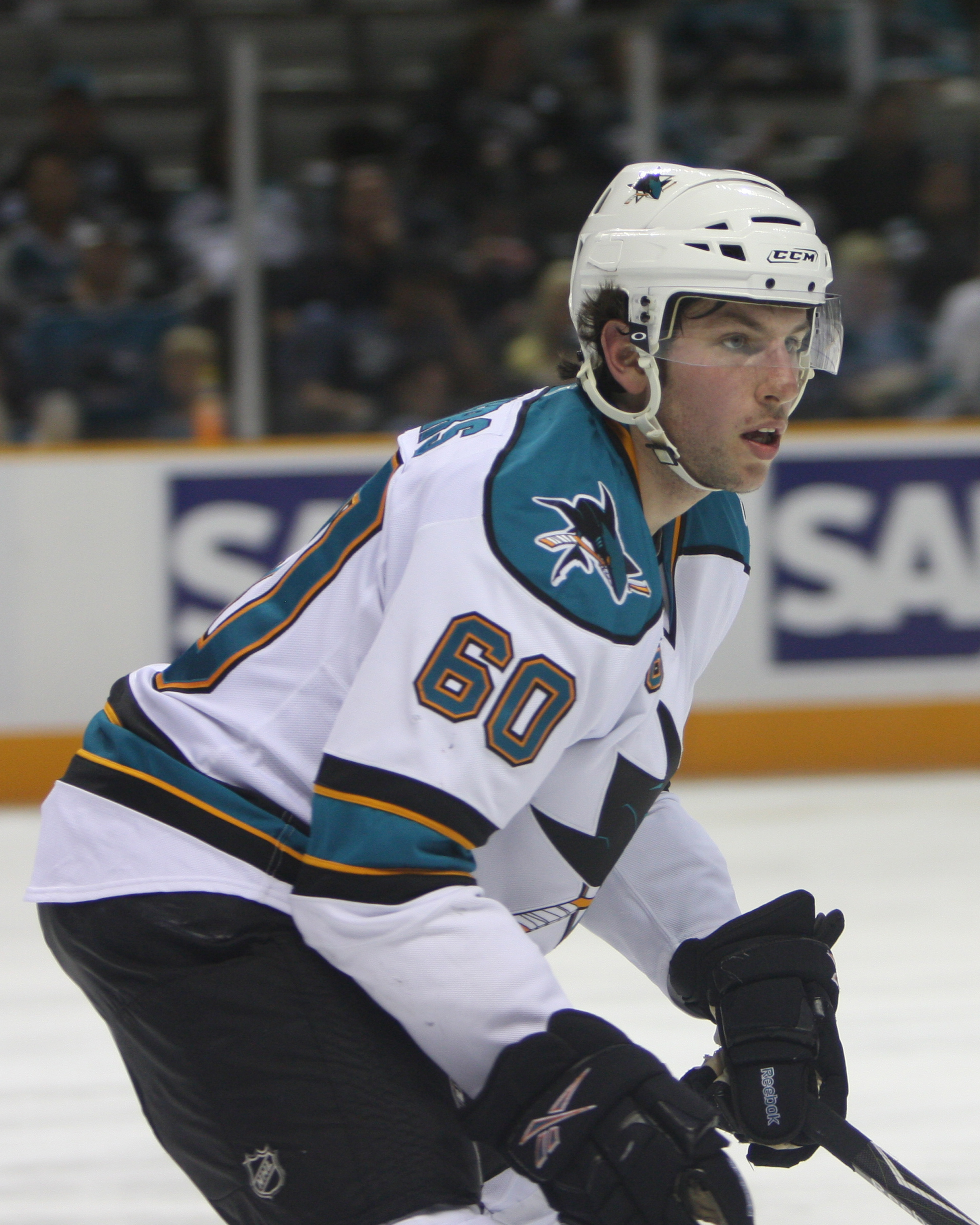
Demers im Trikot der San Jose Sharks (2009)

Demers begann seine Eishockeykarriere im Sommer 2004, als er von den Moncton Wildcats aus der Ligue de hockey junior majeur du Québec (LHJMQ) unter Vertrag genommen wurde. Im Verlauf der Saison 2004/05 absolvierte der 16-jährige Rookie 25 Partien für die Wildcats, in denen ihm lediglich eine Torvorlage gelang. In der darauffolgenden Spielzeit stand Demers auch zunächst im Kader Monctons, wurde aber nach 21 Einsätzen an den Ligakonkurrenten Tigres de Victoriaville abgegeben. Während die Wildcats sich anschickten am Ende der Saison den Coupe du Président zu gewinnen, scheiterte der Verteidiger mit den Tigres bereits in der ersten Playoff-Runde. Allerdings zeigte sich Demers nach dem Wechsel in seinen Statistiken deutlich verbessert. Dieser Trend setzte sich auch in den beiden folgenden Spieljahren fort. Zwar scheiterte Victoriaville jeweils in der ersten Playoff-Runde, doch Demers verbesserte seine Offensivstatistiken stetig. Nachdem er in der Saison 2006/07 noch 69 Spiele für seine 24 Punkte benötigt hatte, da er wie in der Vorsaison mit dem offensivausgerichteten Maxim Noreau ein Verteidigerduo gebildet hatte und den defensiveren Part übernahm, schaffte er in seinem letzten Jahr 64 Scorerpunkte in 67 Partien. Noreau war inzwischen in den Profibereich gewechselt. Damit war er zweitbester Scorer des Teams und bester Verteidiger der gesamten Liga. Aufgrund seiner Leistungen wurde er schließlich auch von den Franchises der National Hockey League (NHL) beachtet. Die San Jose Sharks wählten ihn im NHL Entry Draft 2008 in der siebten Runde an 186. Position und nahmen ihn sofort unter Vertrag, da er wegen seines Alters nicht mehr berechtigt war, in der LHJMQ zu spielen.
Nachdem Demers das saisonvorbereitende Trainingscamp bei den San Jose Sharks absolviert hatte, wurde er vor dem Beginn der Saison 2008/09 vom Management ins Farmteam, die Worcester Sharks, in der American Hockey League (AHL) beordert. Dort konnte der Abwehrspieler nach anfänglichen Problemen mit der neuen Situation an die Leistungen aus seinem letzten Juniorenspieljahr anknüpfen. Letztlich erzielte er in 78 Spielen 33 Scorerpunkte sowie vier weitere in zwölf Playoff-Partien. Im Verlauf der Playoffs fiel er durch seine Leistungen auch dem Cheftrainer der San Jose Sharks, Todd McLellan, auf. Im Sommer 2009 spielte er daher erneut im Trainingscamp vor und gab zum Beginn der NHL-Saison 2009/10 sein Debüt in der National Hockey League.
Im November 2014 wurde er für Brenden Dillon und einen Draftpick zu den Dallas Stars transferiert. In Dallas verbrachte der Verteidiger knapp zwei Spielzeiten, ehe sein nach der Spielzeit 2015/16 auslaufender Vertrag nicht verlängert wurde. In der Folge schloss er sich im Juli 2016 als Free Agent den Florida Panthers an. Nach einer Spielzeit gaben ihn diese jedoch im September 2017 an die Arizona Coyotes ab und erhielten dafür Jamie McGinn. In Arizona war Demers vier Jahre lang aktiv, ehe sein auslaufender Vertrag im Sommer 2021 nicht verlängert wurde. Erst im Dezember fand der Kanadier mit Ak Bars Kasan aus der Kontinentalen Hockey-Liga (KHL) einen neuen Arbeitgeber, für den er bis zum Saisonende aber lediglich neun Spiele absolvierte.
Anschließend erhielt der Defensivakteur im September 2022 eine Einladung ins saisonvorbereitende Trainingslager der Edmonton Oilers aus der NHL. Zum Saisonbeginn schaffte er den Sprung in den Kader jedoch nicht, wurde aber mittels eines Probevertrags, den er bei Edmontons AHL-Farmteam Bakersfield Condors unterzeichnete, in der Organisation gehalten. Im Dezember wurde der Probevertrag schließlich von den Oilers in einen Zweiwegevertrag mit Gültigkeit bis zum Saisonende 2022/23 umgewandelt. Über das Ende der Spielzeit hinaus wurde das Engagement aber nicht fortgeführt und Demers beendete in der Folge seine aktive Karriere.

### International
Auf internationalem Niveau debütierte Demers für die kanadische Nationalmannschaft bei der Weltmeisterschaft 2017 und gewann dort mit dem Team die Silbermedaille. Fünf Jahre später gehörte der Verteidiger zum Aufgebot für die Olympischen Winterspiele 2022 in Peking.

## Erfolge und Auszeichnungen
- 2012 Spengler-Cup-Gewinn mit dem Team Canada
- 2017 Silbermedaille bei der Weltmeisterschaft

## Karrierestatistik
Stand: Ende der Saison 2022/23

### International
Vertrat Kanada bei:
- Weltmeisterschaft 2017
- Olympischen Winterspielen 2022

(Legende zur Spielerstatistik: Sp oder GP = absolvierte Spiele; T oder G = erzielte Tore; V oder A = erzielte Assists; Pkt oder Pts = erzielte Scorerpunkte; SM oder PIM = erhaltene Strafminuten; +/− = Plus/Minus-Bilanz; PP = erzielte Überzahltore; SH = erzielte Unterzahltore; GW = erzielte Siegtore; 1 Play-downs/Relegation; Kursiv: Statistik nicht vollständig)